# Системний аналітик
Системний аналітик — в широкому сенсі — фахівець із вирішення складних організаційно-технічних проблем, що мають міждисциплінарну природу, використовує принципи загальної теорії систем та методи системного аналізу.
У вузькому сенсі в сфері інформаційних технологій даний термін використовується для позначення професійної ролі і професії, відповідальної за аналіз інтересів зацікавлених осіб створюваної IT-системи на предмет можливості їх задоволення її технічними властивостями.
Основним продуктом такого системного аналітика є організаційно-технічні рішення, які оформляються як технічне завдання на систему, технічне завдання на програмне забезпечення.
В цілому термін не має стійкого трактування і в організаціях різного класу (наукових, дослідних, комерційних) він отримує різне смислове навантаження. У деяких організаціях його розуміють як фахівця широкого профілю, здатного шукати вирішення нетривіальних, багатоаспектних завдань, в інших — як спеціаліста з описом правил організації діяльності (бізнес-аналітика, методолога), у третіх — як технічного спеціаліста високої кваліфікації, здатного ставити завдання проектно-виробничим командам.

## Ринок праці
Вакансії системного аналітика в сфері інформаційних технологій можна зустріти в організаціях 3-х типів:
1. IT-компанії, що займаються системною інтеграцією і замовною розробкою (так званий аутсорсинг);
2. Не-IT-компанії, що ведуть розробку і доопрацювання IT-систем силами своїх спеціалізованих підрозділів (так звана inhouse-розробка) або силами сторонньої організації ;
3. Продуктові IT-компанії, зайняті створенням ІТ-продуктів для відкритого ринку.

## Основні ролі
1. Роль «Аналітик вимог»: Розробка технічних вимог
  - Виявлення та збір вимог з різних джерел
  - Систематизація вимог
  - Аналіз вимог для контролю їх якості
  - Документування вимог у документах або спеціалізованих системах
  - Узгодження вимог із зацікавленими особами
  - Обробка запитів на зміну вимог до системи
2. Роль «Комунікатор»:
  - Організація, модерування нарад і мозкових штурмів

## Можливі ролі
1. Роль «Технічний письменник»:
  - Оформлення передпроектної документації у форматі Концепції системи, Технічного завдання на створення/розвиток системи
2. Роль «Бізнес-аналітик»: Побудова моделей діяльності об'єкта
  - Вивчення устрою і функціонування поточної системи
  - Виявлення та вивчення існуючих у цій сфері правил і обмежень
  - Побудова структурних моделей області діяльності (моделей предметної області, описів організаційних структур)
  - Побудова функціональних моделей діяльності (описів бізнес-процесів, потоків даних)
  - Аналіз організації діяльності з метою виявлення місць, які потребують поліпшення
  - Аналіз показників ефективності діяльності
3. Роль «Бізнес-архітектор»: Проектування цільової діяльності
  - Побудова цільової моделі діяльності (бізнес-процесів)
  - Розробка систем правил (регламентів) виконання діяльності
  - Визначення і декомпозиція (при необхідності) процесів, підпроцесів і функцій, що підлягають автоматизації
4. Роль «Системний архітектор»: Розробка технічної частини концепції (створення системи)
  - Розробка варіантів концептуальної архітектури системи
  - Визначення місця системи в лінійці продуктів компанії, порядку взаємодії з власними і сторонніми продуктами
  - Визначення елементів архітектури системи
  - Розробка логічної моделі даних
  - Розробка техніко-економічного обґрунтування обраного варіанту концепції